# John Jensen
John Jensen (Kopenhagen, 3 mei 1965), bijnaam Faxe, is een Deens voormalig voetballer die doorgaans als centrale middenvelder speelde. Jensen won op sprookjesachtige wijze en tegen alle verwachtingen het Europees kampioenschap voetbal 1992 met Denemarken. Hij scoorde in de finale tegen Duitsland op 26 juni 1992. Jensen is een 69-voudig Deens international en scoorde drie keer voor zijn land. Hij beëindigde zijn carrière in 2001, op 36-jarige leeftijd.

## Clubcarrière
In eigen land was hij drie periodes actief bij Brøndby IF en won twee landstitels. Tussendoor kwam Jensen uit voor het Duitse Hamburger SV. Jensen speelde vier seizoenen voor Arsenal, waarmee hij drie trofeeën won. In 1993 pakte hij een dubbel met Arsenal, met winst van de FA Cup en League Cup onder leiding van succescoach George Graham. Jensen speelde alleen mee in de finale van de FA Cup, naast Arsenal-routinier Paul Davis centraal op het middenveld. In 1994 won hij met de club de Europacup II, nog steeds onder Graham. Na vier seizoenen Engeland keerde hij terug naar Denemarken, waar hij na drie seizoenen Brøndby een contract tekende bij Herfølge. Met deze club rekende Jensen het Deens landkampioenschap tot zijn palmares aan het einde van het seizoen 1999/2000. Een jaar later stopte Jensen met voetballen.

## Erelijst

### Club
Brøndby IF
- Superligaen

1985, 1991
 Arsenal FC
- FA Cup

1993
- League Cup

1993
- UEFA Beker voor Bekerwinnaars

1994
 Herfølge BK
- Superligaen

2000

### Internationaal
Denemarken
- Europees kampioenschap voetbal

 1992

## Trivia
- Jensens roepnaam Faxe is afgeleid van een gelijknamige Deense pils van Faxe Bryggeri.[1]